# Conferencia de Uruguayana

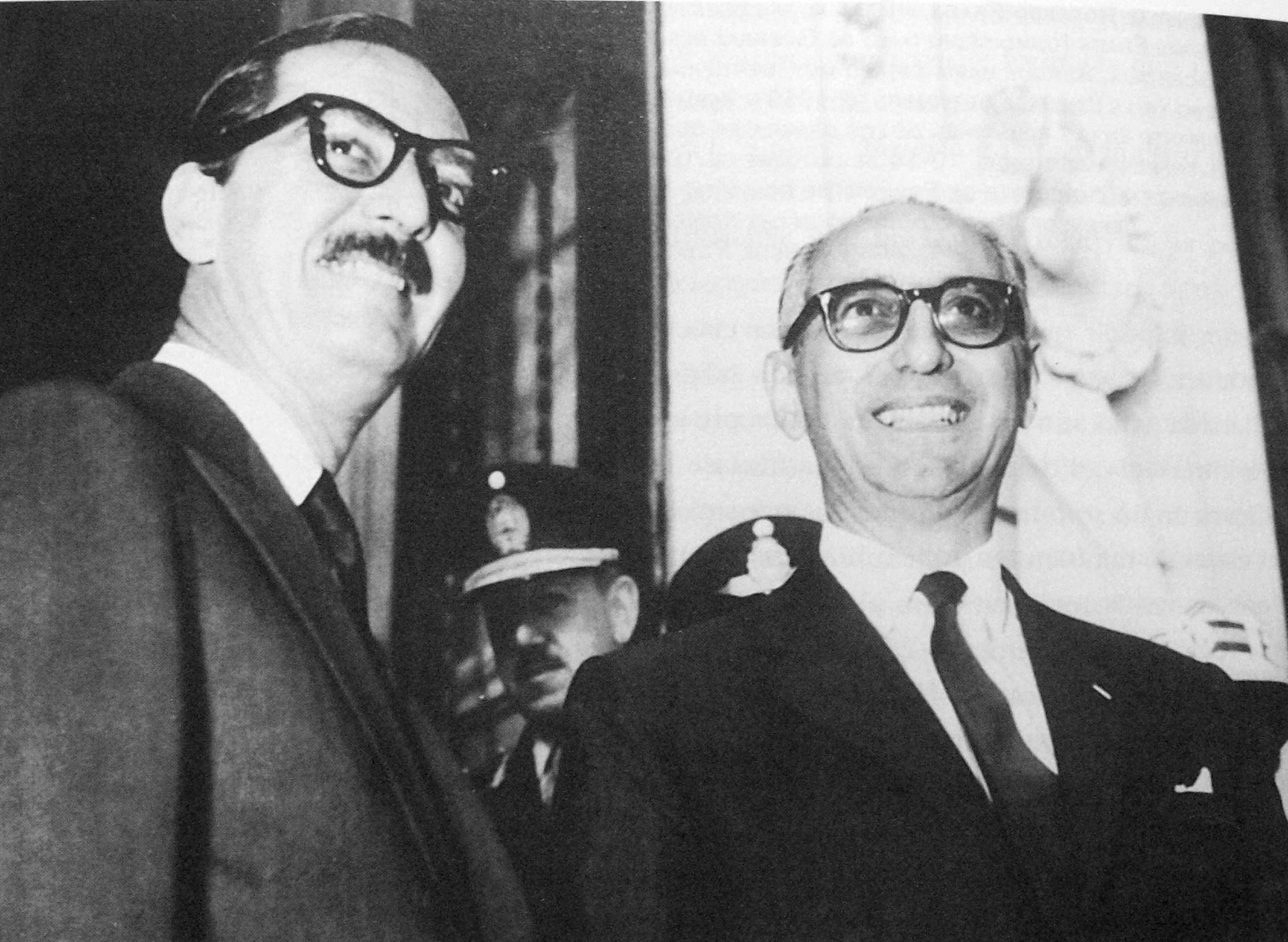
El presidente de Brasil Jânio Quadros junto a Arturo Frondizi el 21 de abril de 1961 en Uruguayana.

La Conferencia de Uruguayana fue una reunión entre los presidentes Jânio Quadros y Arturo Frondizi, de Brasil y Argentina respectivamente, que se realizó los días 20 y 21 de abril de 1961 en la ciudad fronteriza, con la intención de que ambos países tuviesen una política común e hicieran proyectos económicos juntos. Pero los militares reaccionaron negativamente a esta entrevista, ya que Quadros se había entrevistado con el ministro de Industria cubano Ernesto Guevara (esta reunión llevaría al derrocamiento tanto del presidente brasileño, como del argentino). También se intentó crear una política internacional basada en los principios de la «no intervención» y autodeterminación de los pueblos. Los Presidentes conversaron por cuarenta y cinco minutos sin testigos, más tarde se sumaron los cancilleres Diógenes Taboada (argentino) y Alphonso Arinhos (brasileño).

Frondizi y Quadros, pese a que las Fuerzas Armadas activaron poderosos dispositivos para impedir el acuerdo, trazaron caminos de superación y crearon espacios de convergencia. Con los acuerdos de Uruguayana Frondizi se adelantó en más de cuarenta años al advenimiento del Mercosur.
Emilia Menotti.

## Temario
1. La común pertenencia a Occidente y la ratificación por el Brasil de su condición occidental y católica.
2. Disipar los resquemores y rivalidades tradicionales entre los países.
3. Acordar un instrumento ágil que potenciase la capacidad de negociación; ésta incluía un aspecto instrumental consistente en un régimen de consultas a nivel presidencial estable y periódico para desterrar las discriminaciones comerciales y lograr la apertura de todos los mercados.[4]

La senda de Uruguayana no estuvo exenta de piedras. Poco antes de salir de Buenos Aires, algunos de los jefes de las Fuerzas Armadas me hicieron saber que de realizarse la entrevista no podían garantizar que la legalidad se mantuviera.
Arturo Frondizi.

Frondizi aspiraba a contar con la colaboración de Janio Quadros para llegar a una política de cooperación continental y limitar los entendimientos bilaterales con los Estados Unidos sostenidos por sectores del comercio y la industria brasileños. Con estos presupuestos, el presidente argentino buscó afirmar el esfuerzo de cada nación para una rápida y efectiva ejecución de la Alianza para el Progreso, lanzada por John Kennedy, quién conocía con todo detalle las conversaciones de Uruguayana. Paralelamente, Frondizi se mostró interesado en ofrecer los oficios de la Argentina con motivo de disminuir la tensión entre Estados Unidos con la Cuba de Fidel Castro, con el motivo de modificar la imagen negativa del líder cubano si se conseguía su rechazo del ofrecimiento de ayuda militar hecho por la Unión Soviética. En esta cuestión, la perceptiva Argentina y Brasil no fueron iguales: Quadros había efectuado un sondeo con la posibilidad de repudiar la frustrada Invasión de bahía de Cochinos por parte de Estados Unidos. Frondizi señaló que la posición argentina había sido fijada antes de salir de Buenos Aires, y que se ajustaría a ello.
Una de las cuestiones en las que se hizo foco fue el conflicto Perú-Ecuador en el que tanto Brasil como Argentina era garantes del Protocolo de Río de Janerio. En este punto no hubo disenso, se acordó rechazar la injerencia extracontinental en cuestiones hemisféricas y sostener que para la solución a cualquier problema no debía tramitarse al margen de los esquemas latinoamericanos. El 22 de abril Quadros y Frondizi dieron a conocer la declaración conjunta, que consistía en coordinar las políticas exteriores y establecer un compromiso de consulta previa. A través de sus ocho cláusulas dejaba en claro que el desarrollo de las naciones requeriría de la colaboración exterior que debería apoyarse principalmente en el esfuerzo nacional. Durante la entrevista, entre otras propuestas analizadas, figuró una que Quadros le formuló a Frondizi sobre explotar el conjunto del Salto de Sede Quedas (que años luego se transformaría en la represa de Itaipú). El derrocamiento de ambos presidentes paralizaría ese emprendimiento bilateral. Además de esta declaración conjunta, los cancilleres firmaron un convenio cultural.